# Titularbistum Ferentium
Ferentium (ital.: Ferento) ist ein Titularbistum der römisch-katholischen Kirche. 
Es geht zurück auf einen Bischofssitz in der antiken Stadt Ferentium, die sich in der italienischen Region Latium befindet.
| Titularbischöfe von Ferentium |                                                                        |                                                  |                |                   |
| Nr.                           | Name                                                                   | Amt                                              | von            | bis               |
| 1                             | José García y Goldaraz Titularerzbischof pro hac vice                  | emeritierter Erzbischof von Valladolid (Spanien) | 2. Juli 1970   | 11. Dezember 1970 |
| 2                             | Biagio Vittorio Terrinoni OFMCap                                       | Weihbischof in Rom (Italien)                     | 17. April 1971 | 22. April 1977    |
| 3                             | Remigio Ragonesi Titularbischof ab 1977 Titularerzbischof pro hac vice | Weihbischof / Vizegerent in Rom (Italien)        | 27. Mai 1977   | 22. März 2000     |
| 4                             | Antonio Mennini Titularerzbischof pro hac vice                         | Apostolischer Nuntius                            | 8. Juli 2000   |                   |